# Revolutionair-Socialistische Arbeiderspartij
De Revolutionair-Socialistische Arbeiderspartij (RSAP) was een Nederlandse antistalinistische communistische politieke partij, ontstaan in 1935 als fusie van de Revolutionair-Socialistische Partij (RSP) en de Onafhankelijke Socialistische Partij (OSP).

## Geschiedenis
Vanaf 1933 vonden er fusiebesprekingen plaats tussen de RSP, een afsplitsing van de CPH onder leiding van Henk Sneevliet, en de OSP, een afsplitsing van de SDAP onder leiding van Piet J. Schmidt. Deze hadden pas in 1935 succes, waardoor de RSAP ontstond. In deze nieuwe partij, die zo'n 3700 leden telde, waren de oud-OSP'ers numeriek in de meerderheid, maar de oud-RSP'ers voerden ideologisch de boventoon. Eerste voorzitter van de RSAP was OSP-oprichter Piet J. Schmidt, secretaris werd Sneevliet.
Nog hetzelfde jaar trad een groep van 1400 oud-OSP'ers onder leiding van Frank van der Goes uit de RSAP. Dezen richtten de Bond van Revolutionaire Socialisten op. Aanleiding was het partijbesluit om de banden met het Londens Bureau te verbreken en die met de ICL aan te halen. In november 1936 werd Schmidt geroyeerd, waarna Sneevliet het voorzitterschap overnam.
Bij de Kamerverkiezingen van 1937 verloor de RSAP haar enige zetel. Ook vond in dat jaar een ideologische breuk tussen Sneevliet en Trotski plaats, waarna de trotskisten zich in november afscheidden als Groep van Bolsjewiki-Leninisten (GBL). De RSAP sloot zich niet aan bij de Vierde Internationale.

## Politiek
De RSAP streefden naar klassenstrijd en revolutie. Na de revolutie wilde de partij een radensocialisme vestigen. De partijen worden vaak beschouwd als een trotskistische partij, maar wegens ideologische meningsverschillen tussen Sneevliet en Trotski over de verhouding tussen partij en vakbond werd de RSAP geen lid van de in 1938 opgerichte Vierde Internationale.
Strijdpunten waren onder andere: grootschalige werkloosheidsbestrijding, een premievrije verzekering tegen werkloosheid, opheffing van alle censuur, amnestie voor politieke gevangenen en dienstweigeraars, afschaffing van het koningschap en van de Eerste Kamer, afschaffing van de krijgsmacht en bewapening van de arbeiders, volledige gelijkstelling van mannen en vrouwen, verlaging van de kiesgerechtigde leeftijd en afschaffing van de geheime diplomatie.
Er moest verder een 6-urige werkdag komen, bescherming voor vrouwelijke en jeugdige arbeiders, een verbod op nachtarbeid, een minimumloon, een wettelijke vakantie en een premievrij staatspensioen op 55-jarige leeftijd. Krotten moesten worden opgeruimd en volkshuisvesting diende te worden bevorderd. Onderwijs moest tussen 6 en 16 jaar kosteloos worden. Ook de onafhankelijkheid van Nederlands-Indië een belangrijk speerpunt.
Hoewel het electoraat van haar voorganger RSP in de grote steden geconcentreerd was, werden de beste resultaten gehaald in Deventer, het Friese Weststellingwerf en het veengebied van Zuidoost-Drenthe. Het ledental van de partij bedroeg enkele duizenden.

## Marx-Lenin-Luxemburg-front
De RSAP werd op 14 mei 1940 opgeheven, een dag voor de Nederlandse capitulatie. Zoals al in 1938 in het geheim was besloten, reorganiseerden zo'n 600 RSAP-leden zich als een ondergrondse organisatie met de naam Marx-Lenin-Luxemburg-front. Leiders van het MLL-front waren Sneevliet, Willem Dolleman en Abraham Menist.
Het front steunde de Februaristaking, werkte samen met De Vonk en gaf het blad Spartacus uit. Opmerkelijk aan het Front was dat het ook in contact probeerde te komen met Duitse soldaten die tegen de oorlog waren; voor andere verzetsbewegingen was dergelijk contact uit den boze. Binnen het front bleef politieke strijd gevoerd worden, vooral over het al dan niet steunen van de Sovjet-Unie, waartoe Trotski had opgeroepen. Sneevliet was hiertegen en zag de oorlog tussen USSR en nazi-Duitsland als een tussen twee imperialistische mogendheden.
Na de oorlog werd de RSAP niet heropgericht. Sneevliet en andere kopstukken waren in 1942 terechtgesteld.

## Leninistische Jeugd Garde
De Leninistische Jeugd Garde (LJG) was een officieel onafhankelijke politieke jongerenorganisatie, die sterke banden met de RSAP onderhield. Alle LJG-leden van achttien jaar en ouder werden automatisch lid van de RSAP.